# DDR-Skimeisterschaften 1973
Die 25. DDR-Skimeisterschaften fanden vom 1. bis zum 4. Februar 1973 im thüringischen Schmiedefeld statt. In neun Entscheidungen der Nordischen Skidisziplinen Langlauf, Skispringen und Nordische Kombination, davon zwei Mannschaftswettbewerben, gingen Athleten an den Start. Erstmals wurde dabei die Frauenstaffel mit vier Läuferinnen ausgetragen. Bereits am 7. Januar 1973 war der Meister über 50 km der Männer gekürt worden.

## Langlauf

### Männer

#### 15 km
Auch über die kürzeste Männerstrecke konnte Gerhard Grimmer nicht ins Titelgeschehen eingreifen. Lediglich der Oberhofer Axel Lesser konnte in die Klingenthaler Phalanx einbrechen und holte Bronze. Mitfavorit Gerd Heßler gab wegen Skibruchs auf.
Datum: Sonnabend, 3. Februar 1973
| Platz | Sportler            | Mannschaft                | Zeit (h) |
| ----- | ------------------- | ------------------------- | -------- |
| 1     | Gert-Dietmar Klause | SC Dynamo Klingenthal     | 41:55    |
| 2     | Rainer Groß         | SC Dynamo Klingenthal     | 42:15    |
| 3     | Axel Lesser         | ASK Vorwärts Oberhof      | 42:31    |
| 4     | Eberhard Klessen    | ASK Vorwärts Oberhof      | 42:40    |
| 5     | Gerhard Grimmer     | ASK Vorwärts Oberhof      | 42:43    |
| 6     | Hartmut Freyer      | SC Traktor Oberwiesenthal | 43:10    |

#### 30 km
Bei Temperaturen um Null Grad und nasser Spur entschied am Ende vor allem das richtige Wachs. Die Athleten liefen drei Schleifen à 10 km, die allerdings, so erkannte es selbst die Presse, nicht besonders genau vermessen waren. Nur so waren die Fabelzeiten zu erklären. Rainer Groß hatte von allen Startern die besten Bretter, schob sich von Runde zu Runde vor und gewann am Ende mit 17 Sekunden Vorsprung vor Gerd Heßler. Gert-Dietmar Klause machte den Klingenthaler Dreifacherfolg komplett. Alle drei Athleten waren erst kurz vor der Meisterschaft wieder genesen. Mitfavorit Gerhard Grimmer, der sich offensichtlich verwachst hatte, kam mit fast viereinhalb Minuten Rückstand auf Platz 9 ein.
Datum:Donnerstag, 1. Februar 1973
| Platz | Sportler            | Mannschaft                | Zeit (h) |
| ----- | ------------------- | ------------------------- | -------- |
| 1     | Rainer Groß         | SC Dynamo Klingenthal     | 1:12:42  |
| 2     | Gerd Heßler         | SC Dynamo Klingenthal     | 1:12:59  |
| 3     | Gert-Dietmar Klause | SC Dynamo Klingenthal     | 1:13:45  |
| 4     | Rolf Porstmann      | SC Dynamo Klingenthal     | 1:14:07  |
| 5     | Hartmut Freyer      | SC Traktor Oberwiesenthal | 1:15:23  |
| 6     | Günter Beutel       | SC Motor Zella-Mehlis     | 1:15:41  |

#### 50 km
Bei warmen Temperaturen liefen die Athleten hoch oben auf dem Großen Beerberg ihr Runden von 4,17 km Länge. Trotz eines Krampfes in der letzten Runde konnte Gerhard Grimmer das Rennen souverän gestalten und verwies Gerd Heßler mit über einer Minute Rückstand auf den Silberrang. Rainer Groß erkämpfte sich trotz eines Skibruches noch die Bronzemedaille.
Datum:Sonntag, 7. Januar 1973
| Platz | Sportler         | Mannschaft            | Zeit (h) |
| ----- | ---------------- | --------------------- | -------- |
| 1     | Gerhard Grimmer  | ASK Vorwärts Oberhof  | 2:34:49  |
| 2     | Gerd Heßler      | SC Dynamo Klingenthal | 2:35:58  |
| 3     | Rainer Groß      | SC Dynamo Klingenthal | 2:38:33  |
| 4     | Eberhard Klessen | ASK Vorwärts Oberhof  | 2:39:49  |
| 5     | Rolf Porstmann   | SC Dynamo Klingenthal | 2:43:24  |
| 6     | Gerold Köhler    | ASK Vorwärts Oberhof  | 2:43:52  |

#### 4 × 10-km-Staffel
Nach den starken Einzelleistungen der Klingenthaler Männer war der Ausgang des Staffelrennens bei den Experten nur noch Formsache. Und nach dem ersten Wechsel sah es auch noch erwartungsgemäß aus, da Gerd Heßler mit 27 Sekunden Vorsprung an Gert-Dietmar Klause übergab. Doch an Position zwei der Oberhofer Staffel lief der bis dahin etwas enttäuschende Gerhard Grimmer, der Klause in seiner Runde 48 Sekunden abnahm. Meinel, der vorher drei Wochen krank war, hatte gegen Frank Spengler nichts zu bestellen und so resignierte dann Rainer Groß schon etwas, sodass die Oberhofer Staffel am Ende mit über zwei Minuten Vorsprung etwas unerwartet Meister wurde.
Datum: Sonntag, 4. Februar 1973
| Platz | Mannschaft                | Sportler                                                    | Zeit (h) |
| ----- | ------------------------- | ----------------------------------------------------------- | -------- |
| 1     | ASK Vorwärts Oberhof      | Eberhard Klessen Gerhard Grimmer Frank Spengler Axel Lesser | 1:46:45  |
| 2     | SC Dynamo Klingenthal I   | Gerd Heßler Gert-Dietmar Klause Dieter Meinel Rainer Groß   | 1:49:03  |
| 3     | SC Traktor Oberwiesenthal | Zennig Hehmlich Hartmut Freyer Weingardt                    | 1:49:56  |

### Frauen

#### 5 km
Auf der Kurzstrecke der Frauen konnte Sigrun Krause ihren zweiten Meistertitel der Wettbewerbe feiern. Mit Silber konnte Petra Hinze ihr enttäuschendes Abschneiden über 10 km vergessen machen. Marita Dotterweich holte auch wieder Edelmetall, diesmal reichte es mit einem knappen Vorsprung zu Bronze.
Datum: Sonnabend, 2. Februar 1974
| Platz | Sportler             | Mannschaft                | Zeit (h) |  |
| ----- | -------------------- | ------------------------- | -------- |  |
| 1     | Sigrun Krause        | ASK Oberhof               | 18:24    |  |
| 2     | Petra Hinze          | SC Traktor Oberwiesenthal | 18:29    |  |
| 3     | Marita Dotterweich   | SC Dynamo Klingenthal     | 19:00    |  |
| 4     | Petra König          | ASK Oberhof               | 19:02    |  |
| 5     | Monika Debertshäuser | SC Motor Zella-Mehlis     | 19:05    |  |
| 6     | Barbara Petzold      | SC Traktor Oberwiesenthal | 19:07    |  |

#### 10 km
Bei der ersten Entscheidung der Frauen hatte die 19-jährige Oberhoferin Sigrun Krause die Nase vorn. Die mit einigen Vorschusslorbeeren bedachte Marita Dotterweich konnte mit Silber die Erwartungen erfüllen, die hoch gehandelte Petra Hinze aus Oberwiesenthal kam indes mit zwei Minuten Rückstand ins Ziel.
Datum: Donnerstag, 1. Februar 1973
| Platz | Sportler             | Mannschaft                | Zeit (h) |
| ----- | -------------------- | ------------------------- | -------- |
| 1     | Sigrun Krause        | ASK Oberhof               | 27:29    |
| 2     | Marita Dotterweich   | SC Dynamo Klingenthal     | 27:50    |
| 3     | Veronika Schmidt     | SC Motor Zella-Mehlis     | 28:15    |
| 4     | Monika Debertshäuser | SC Motor Zella-Mehlis     | 28:43    |
| 5     | Barbara Petzold      | SC Traktor Oberwiesenthal | 28:56    |
| 6     | Margitta Rösch       | SC Traktor Oberwiesenthal | 29:01    |

#### 4 × 5-km-Staffel
Beim Staffeldebüt mit vier Läuferinnen konnte sich die „Mädchenstaffel“ aus Oberwiesenthal um die erfahrene Anna Unger, die ihre letzte Saison bestritt, mit fast einer Minute Vorsprung durchsetzen. Durch eine beherzte Schlussrunde sicherte Sigrun Krause der Oberhofer Staffel noch Silber.
Datum: Sonntag, 4. Februar 1973
| Platz | Mannschaft                | Sportler                                                    | Zeit (h) |
| ----- | ------------------------- | ----------------------------------------------------------- | -------- |
| 1     | SC Traktor Oberwiesenthal | Anna Unger Margitta Rösch Barbara Petzold Petra Hinze       | 1:20:28  |
| 2     | ASK Vorwärts Oberhof      | Eichhorn Petra König Löffler Sigrun Krause                  | 1:21:20  |
| 3     | SC Motor Zella-Mehlis     | Monika Debertshäuser Siegel Veronika Schmidt Marion Büchner | 1:21:38  |

## Nordische Kombination
Schon nach dem Springen auf der Schanze im Vessertal lag Ulrich Wehling vorn, wenngleich er mit einem Sturz begann. Hans Hartleb lag da noch auf Platz zwei vor Günter Deckert. Im Langlauf am darauffolgenden Tag schob sich dann ein Athlet in den Vordergrund, mit dem man bis dahin nicht gerechnet hatte. Der Klingenthaler Bernd Zimmermann lief die beste Zeit und nahm dabei Ulrich Wehling 1:35 min ab. Das reichte am Ende zu Silber. Der vorher stärker eingeschätzte Hans Hartleb fiel auf Platz 5 zurück.
Datum: Sprunglauf Donnerstag, 1. Februar 1973; 15 km Freitag, 2. Februar 1973
| Platz | Sportler          | Mannschaft                | Punkte |
| ----- | ----------------- | ------------------------- | ------ |
| 1     | Ulrich Wehling    | SC Traktor Oberwiesenthal | 429,25 |
| 2     | Bernd Zimmermann  | SC Dynamo Klingenthal     | 421,90 |
| 3     | Günter Deckert    | SC Dynamo Klingenthal     | 410,90 |
| 4     | Claus Tuchscherer | SC Dynamo Klingenthal     | 406,30 |
| 5     | Hans Hartleb      | SC Motor Zella-Mehlis     | 400,60 |
| 6     | Rainer Ziron      | SC Dynamo Klingenthal     | 396,50 |

## Skispringen

### Normalschanze
Auch auf der Schanze im Vessertal war Hans-Georg Aschenbach nicht zu schlagen und setzte sich erneut, wenn auch mit etwas geringerem Vorsprung, vor Heinz Wosipiwo durch. Bronze holte sich diesmal der Klingenthaler Henry Glaß hauchdünn mit 0,5 Punkten Abstand vor Rainer Schmidt, der wiederum nur Blech gewann.
Datum: Sonntag, 4. Februar 1973
| Platz | Sportler              | Mannschaft                | Punkte |
| ----- | --------------------- | ------------------------- | ------ |
| 1     | Hans-Georg Aschenbach | ASK Vorwärts Brotterode   | 242,1  |
| 2     | Heinz Wosipiwo        | SC Dynamo Klingenthal     | 236,9  |
| 3     | Henry Glaß            | SC Dynamo Klingenthal     | 229,6  |
| 4     | Rainer Schmidt        | SC Motor Zella-Mehlis     | 229,1  |
| 5     | Dietrich Kampf        | SC Traktor Oberwiesenthal | 227,4  |
| 6     | Bernd Eckstein        | SC Motor Zella-Mehlis     | 223,9  |
| 7     | Jochen Danneberg      | ASK Vorwärts Brotterode   | 218,2  |
| 8     | Dietmar Aschenbach    | ASK Vorwärts Brotterode   | 215,7  |
| 9     | Wilfried Gebhardt     | SC Traktor Oberwiesenthal | 213,9  |
| 10    | Manfred Wolf          | ASK Vorwärts Brotterode   | 212,1  |

### Großschanze
Das erste der beiden Springen im Oberhofer Kanzlersgrund präsentierte schon fast die komplette Weltspitze. Immerhin hatten die DDR-Springer bei der prestigeträchtigen Vierschanzentournee die Plätze 1; 2; 5; 8 und 10 unter den zehn ersten Gesamtplatzierten belegt. Allerdings konnte Tourneegewinner Rainer Schmidt nicht so auftrumpfen und belegte am Ende den undankbaren vierten Platz. Hans-Georg Aschenbach wurde souverän Meister, Vizeskiflugweltmeister Heinz Wosipiwo holte etwas unerwartet Silber.
Datum: Sonnabend, 3. Februar 1973
| Platz | Sportler              | Mannschaft                | Punkte |
| ----- | --------------------- | ------------------------- | ------ |
| 1     | Hans-Georg Aschenbach | ASK Vorwärts Brotterode   | 266,3  |
| 2     | Heinz Wosipiwo        | SC Dynamo Klingenthal     | 256,0  |
| 3     | Manfred Wolf          | ASK Vorwärts Brotterode   | 251,0  |
| 4     | Rainer Schmidt        | SC Motor Zella-Mehlis     | 244,8  |
| 5     | Dietrich Kampf        | SC Traktor Oberwiesenthal | 241,1  |
| 6     | Bernd Eckstein        | ASK Vorwärts Brotterode   | 215,2  |
| 7     | Jochen Danneberg      | ASK Vorwärts Brotterode   | 223,5  |
| 8     | Henry Glaß            | SC Dynamo Klingenthal     | 220,5  |
| 9     | Dietmar Aschenbach    | ASK Vorwärts Brotterode   | 213,5  |
| 10    | Eberhard Seifert      | SC Dynamo Klingenthal     | 205,4  |

## Medaillenspiegel
Die Armeesportler aus Oberhof und Brotterode gewannen allein sechs von zehn Meistertiteln, wo diese an die drei Doppelmeister Grimmer, Krause und H.-G. Aschenbach gingen. Die Athleten aus Klingenthal gewannen die Hälfte aller Medaillen, davon allein acht Silberne, aber nur zwei Meistertitel gingen ins Vogtland.
| Medaillenspiegel (nach allen 10 Wettbewerben) | Medaillenspiegel (nach allen 10 Wettbewerben) | Medaillenspiegel (nach allen 10 Wettbewerben) | Medaillenspiegel (nach allen 10 Wettbewerben) | Medaillenspiegel (nach allen 10 Wettbewerben) | Medaillenspiegel (nach allen 10 Wettbewerben) |
| Platz                                         | Mannschaft                                    | Gold                                          | Silber                                        | Bronze                                        | Gesamt                                        |
| --------------------------------------------- | --------------------------------------------- | --------------------------------------------- | --------------------------------------------- | --------------------------------------------- | --------------------------------------------- |
| 1                                             | ASK Vorwärts Oberhof                          | 4                                             | 1                                             | 1                                             | 6                                             |
| 2                                             | SC Dynamo Klingenthal                         | 2                                             | 8                                             | 5                                             | 15                                            |
| 3                                             | SC Traktor Oberwiesenthal                     | 2                                             | 1                                             | 1                                             | 4                                             |
| 4                                             | ASK Vorwärts Brotterode                       | 2                                             | 0                                             | 1                                             | 3                                             |
| 5                                             | SC Motor Zella-Mehlis                         | 0                                             | 0                                             | 2                                             | 2                                             |